# Horst Faber
Pour les articles homonymes, voir Faber.
Horst Faber, né le 11 septembre 1921 à Miesbach et mort le 4 décembre 2022 à Kirchberg in Tirol, est un patineur artistique allemand. Au cours de sa carrière sportive, il a été neuf fois champion d'Allemagne, vice-champion d'Europe en 1951 et médaillé de bronze aux championnats du monde de 1939.

## Biographie

### Carrière sportive
Horst Faber commence sa carrière sportive au club SC Riessersee à Garmisch-Partenkirchen. Il commence une brillante carrière avant la Seconde Guerre mondiale. En effet, en 1939, il devient champion d'Allemagne et double médaillés de bronze aux championnats d'Europe à Davos et du monde à Budapest, à chaque fois derrière les britanniques Graham Sharp et Freddie Tomlins.
Mais sa carrière va être stoppée par la guerre, puisque les championnats internationaux seront annulés pendant sept ans (de 1940 à 1946) et que les athlètes allemands seront exclus des compétitions internationales pendant quatre ans supplémentaires (de 1947 à 1950). C'est pourquoi il ne participera jamais aux Jeux olympiques d'hiver car les jeux de 1940 et 1944 sont annulés, et les Jeux de 1948 à Saint-Moritz sont interdits aux athlètes allemands.
Horst Faber se contente donc des compétitions allemandes pendant les années 1940 et va conquérir en tout neuf titres de champion d'Allemagne. Après douze ans d'absence internationale, il revient en 1951 aux championnats d'Europe à Zurich. En dépit de cette longue pose des grandes compétitions, il va réussir la meilleure performance de sa carrière sportive en devenant vice-champion d'Europe derrière l'autrichien Helmut Seibt. C'est sa dernière compétition avant de quitter de patinage amateur.
On peut noter également que Horst Faber a essayé la danse sur glace en devenant champion d'Allemagne de la discipline en 1950 avec pour partenaire Eva Pravitz.

## Palmarès
| Compétition | 1937 | 1938 | 1939 | 1940 | 1941 | 1942 | 1943 | 1944 | 1945 | 1946 | 1947 | 1948 | 1949 | 1950 | 1951 |
| Jeux olympiques d'hiver |      |      |      | JA   |      |      |      | JA   |      |      |      | JI   |      |      |      |
| Championnats du monde |      | 4e   | 3e   | CA   | CA   | CA   | CA   | CA   | CA   | CA   | CI   | CI   | CI   | CI   |      |
| Championnats d’Europe | 8e   | 4e   | 3e   | CA   | CA   | CA   | CA   | CA   | CA   | CA   | CI   | CI   | CI   | CI   | 2e   |
| Championnats d'Allemagne | 3e   | 3e   | 1er  | 1er  | 1er  |      | 2e   | 1er  | CA   | CA   | 1er  | 1er  | 1er  | 1er  | 1er  |
| Légende : JA = Jeux olympiques annulés ; JI = Jeux olympiques interdits aux allemands ; CA = Championnats annulés ; CI = Championnats interdits aux allemands |      |      |      |      |      |      |      |      |      |      |      |      |      |      |      |